# 周海婴
周海婴（1929年9月27日—2011年4月7日），浙江紹興人，生于上海市，作家、摄影师、无线电专家。周樹人（鲁迅）和其伴侶许广平所生的唯一儿子，著有《鲁迅与我七十年》等书。

## 生平
周海嬰生於上海市的福民醫院（今上海市第四人民医院），他的名字意為「上海出生的嬰兒」。其愛好摄影，業餘時間拍摄過两万多张照片。1948年10月参加工作，1952年入北京大学物理系学习无线电专业。1960年毕业参加工作任广播电影电视部政策法规司副司长，后升至电视部副部长及中国无线电运动协会（CRSA）顾问，使用过的呼号有C1CYC、C1CY和BA1CY，曾任全国人大第四、五、六、七届代表、全国政协第八、九、十、十一届委员兼任上海鲁迅文化发展中心理事长，中国鲁迅研究会名誉会长，北京鲁迅纪念馆、绍兴鲁迅纪念馆、厦门鲁迅纪念馆名誉馆长，北京鲁迅中学、绍兴鲁迅中学名誉校长，中国鲁迅研究室、上海鲁迅纪念馆顾问。2011年4月7日凌晨5时36分在北京医院逝世，遗体告别仪式于同年4月11日11时在北京八宝山殡仪馆东礼堂举行。

## 家人
- 妻：马新云
- 长子：周令飞，1982年与台湾籍张纯华结婚，定居台湾，1999年以後定居上海[3]。
- 次子：周亦斐，妻吴彬，在私营公司工作
- 三子：周令一，妻车晓林，在日本广播学会北京办事机构担任摄像
- 女：周宁，远嫁日本丈夫田中正道
- 共有6个孙辈，长子有两女，二子、三子各有一子，四女有一对双胞胎女儿[3]。
  - 孙：周景川（长孙）、周景轩
  - 孙女：周景欣、周景文，周景欣有三个子女，周景文有一女[3]。
  - 外孙女：田中华莲、田中悠树
- 表外甥：许绍雄

## 早期摄影作品

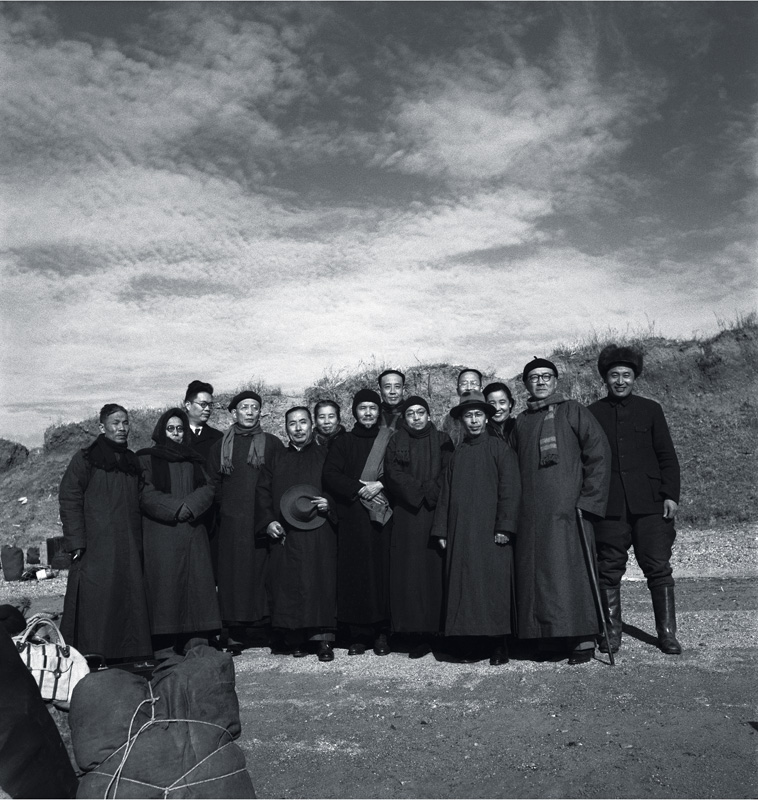
华中轮抵达东北解放区，1948年12月拍摄于安东